# バスティアン・ヴェルニュ＝タイユフェール
バスティアン・ヴェルニュ＝タイユフェール（Bastien Vergnes-Taillefer、1997年6月13日 - ）は、フランスのラグビーユニオン選手。トップ14のユニオン・ボルドー・ベグルに所属している。

## 経歴
フランスのオート＝ガロンヌ県出身。2012年、15歳でUSコロミエ（プロD12）に加入し、2018年11月9日に公式戦に出場しプロ選手となる。
2021年にユニオン・ボルドー・ベグルと契約し、2021年9月4日にトップ14出場を果たした。
2025年にフランス代表のニュージーランド遠征メンバーに選ばれ、2025年7月12日のニュージーランド代表戦に控えから出場。代表初キャップを獲得した。